# Wakayama-præfekturet
Wakayama-præfekturet (和歌山県 Wakayama-ken) er et præfektur i Japan.
Præfekturet ligger i regionen Kansai på den sydvestlige del af Japans hovedø Honshū. Det har et areal på 4.726 km2
og et befolkningstal på 910.687 (2021) indbyggere. Hovedbyen er byen Wakayama.